# Kobayashi Ryota
Ryota Kobayashi (sinh ngày 2 tháng 6 năm 1988) là một cầu thủ bóng đá người Nhật Bản.

## Sự nghiệp câu lạc bộ
Ryota Kobayashi đã từng chơi cho Thespa Kusatsu, Ohara JaSRA, Albirex Niigata Singapore, Arte Takasaki và Grulla Morioka.